# Bahnhof Berlin-Wittenau (Wilhelmsruher Damm)
Der Bahnhof Berlin-Wittenau (Wilhelmsruher Damm) ist eine Station an der Berliner Nordbahn im Berliner Ortsteil Wittenau. Die 1877 unter dem Namen Dalldorf eröffnete Station wechselte im Laufe der Geschichte mehrfach ihren Namen. Betrieblich ist sie mittlerweile nur ein Haltepunkt und wird von den Linien S1 und S85 der S-Bahn Berlin bedient.
Der am Südausgang des S-Bahnhofs befindliche Bahnhof der U-Bahn Berlin wird von der Linie U8 bedient. Er liegt unterhalb des Wilhelmsruher Damms, der dem Bahnhofsnamen auch seinen Zusatz gab.
Das ursprüngliche Zugangsgebäude des Bahnhofs an der Oranienburger Straße mit seiner Empfangshalle und der historische Teil des Bahnsteigs stehen unter Denkmalschutz.

## Lage und Name
Der Bahnhof liegt im nördlichen Teil des Ortsteils Wittenau im Bezirk Reinickendorf im Norden von Berlin südwestlich des Märkischen Viertel. Der ursprüngliche Zugang war im Nordwesten der Station vom Bahnhofsplatz an der Oranienburger Straße. 1984 wurde der Bahnsteig nach Südosten zum Wilhelmsruher Damm verlängert und auch dort ein Zugang eingerichtet.
Bei der Eröffnung der Station hieß die Station nur Dalldorf, nach dem damaligen Namen des Ortes Wittenau. Nachdem 1893 die Kremmener Bahn eröffnet wurde, an der Dalldorf ebenfalls einen Haltepunkt erhielt (heute Bahnhof Berlin Karl-Bonhoeffer-Nervenklinik), hieß er zur Unterscheidung von der dortigen Station Dalldorf (Nordbahn). Als Folge der Umbenennung des Ortes wurden auch die Bahnstationen umbenannt. Der Bahnhof hieß seit 1906 Wittenau (Nordbahn), seit 1911 Wittenau (Nordb). Seit September 1994 trägt er in Anpassung an den Namen der U-Bahn-Station seine jetzige Bezeichnung.
Im Betriebsstellenverzeichnis trägt der Bahnhof das Kürzel BWIN.

## Eisenbahn

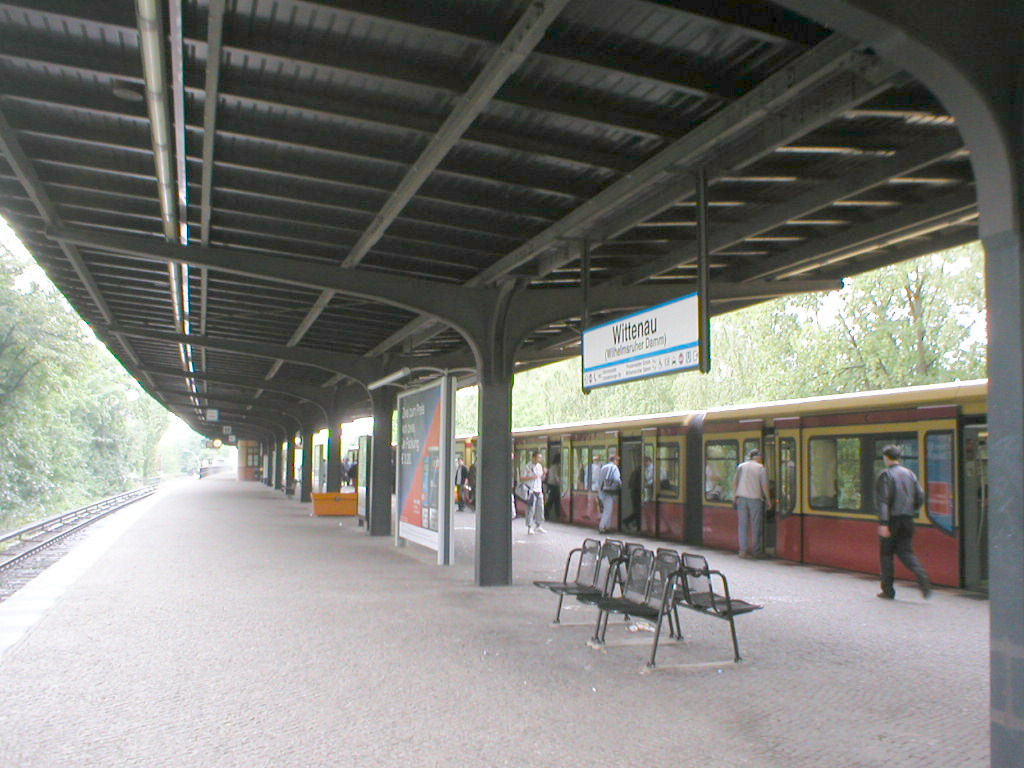
S-Bahnsteig

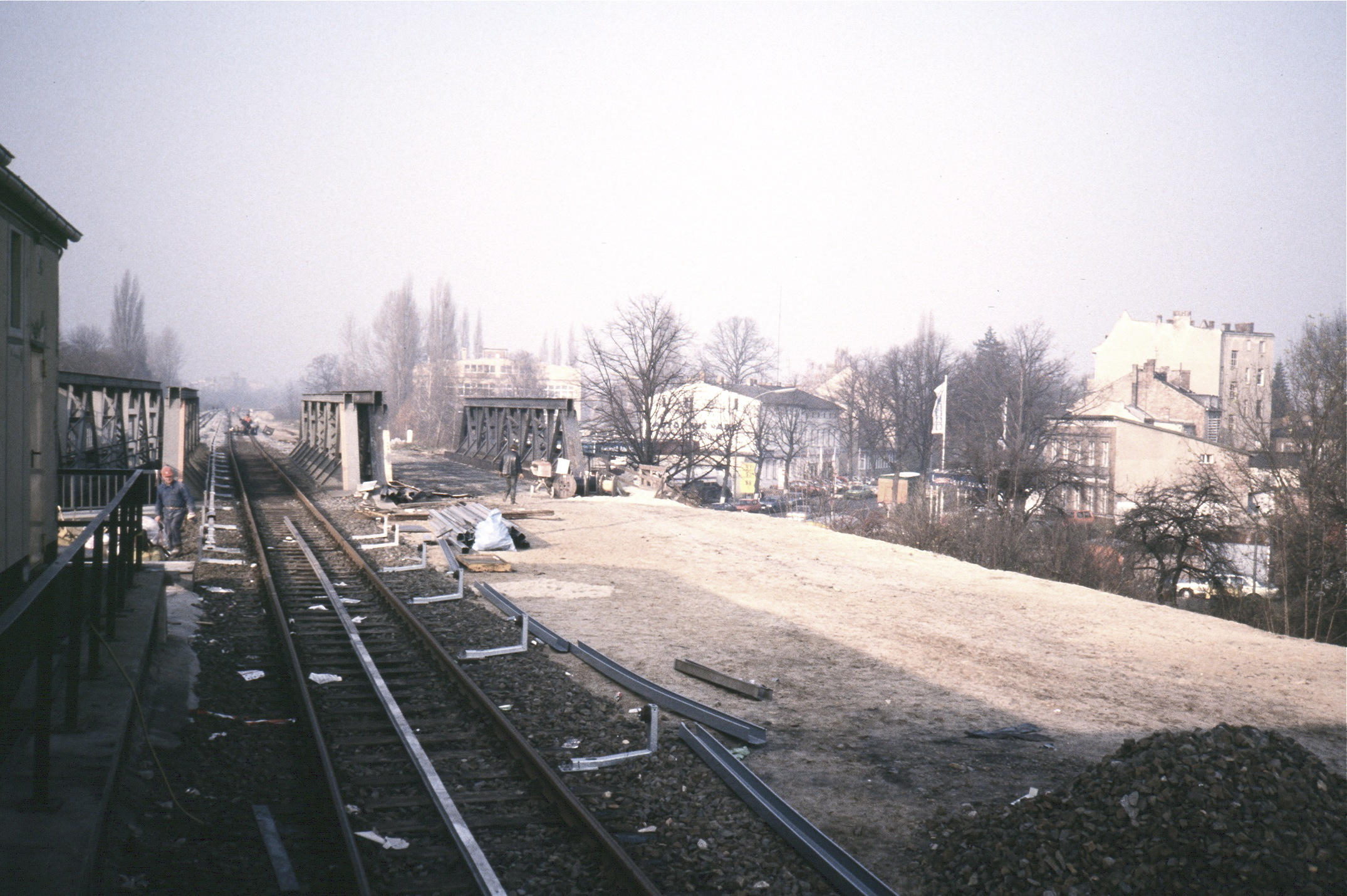
Wiederherstellung des zweiten S-Bahn-Gleises, 1986

Der Bahnhof wurde unter dem Namen Dalldorf (bis 1905) zusammen mit der Bahnstrecke am 10. Juli 1877 eröffnet. Die Strecke war zu dem Zeitpunkt noch weitgehend eingleisig, erst 1891 kam ein zweites Ferngleis hinzu. Ein zweites Gleispaar kam im Jahr 1912 hinzu, um den Fern- vom Vorortverkehr zu trennen. Die Vorortgleise wurden schließlich 1925 als zweite Strecke im Berliner Raum mit Stromschienen elektrifiziert, die S-Bahn hielt Einzug.
Nach dem Zweiten Weltkrieg wurde die Strecke, einschließlich des Bahnhofs, um je ein Gleis reduziert. Eine Ausweiche zum Kreuzen der Züge blieb nicht erhalten, erst eine Station weiter am Bahnhof Waidmannslust wurde eine eingerichtet. Durch den S-Bahn-Boykott infolge des Mauerbaus mieden viele potentielle Fahrgäste die S-Bahn und stiegen auf die Verkehrsmittel der BVG um, die betriebsführende Reichsbahn unterhielt die Strecke und ihre Anlagen, größere Investitionen unterblieben jedoch.
Mit der Übernahme der Betriebsrechte der S-Bahn in West-Berlin durch den Senat am 9. Januar 1984 wurde die Strecke sofort stillgelegt, wenn auch nur vorerst. Nach Protesten der Fahrgastverbände wurde noch im selben Jahr, am 1. Oktober 1984, die Strecke zwischen Gesundbrunnen und Frohnau wieder befahren. Um die Kapazität des nördlichen Abschnitts zu steigern, wurde auch dieser bis 1986 wieder zweigleisig ausgebaut, womit Wittenau sein zweites Streckengleis zurückerhielt. Dafür wurde der Abschnitt nördlich Waidmannslust im Jahr 1985 vorübergehend wieder stillgelegt. Während dieser Zeit erhielt der nach Süden verlängerte Bahnsteig auch einen Ausgang zum Wilhelmsruher Damm, um den Umsteigeverkehr zu den Bussen Richtung Märkisches Viertel und auch zur damals noch geplanten U-Bahn zu ermöglichen. Etwa zur gleichen Zeit entfachte die Diskussion über den zukünftigen Namen des Bahnhofs. Ausschlaggebend dafür war die Verlängerung der U-Bahn-Linie U8, die in Wittenau einen Bahnhof erhalten sollte. Da die Pläne noch aus der Zeit vor der Übernahme der S-Bahn stammten, wählte die BVG für ihren U-Bahnhof den Namen Wilhelmsruher Damm zur absichtlichen Abgrenzung. Nach 1984 war dieser Name dann auch für den S-Bahnhof vorgesehen, wurde aber nicht übernommen. Lediglich der Zusatz Wilhelmsruher Damm ziert seitdem die Stationsschilder.

## U-Bahnhof

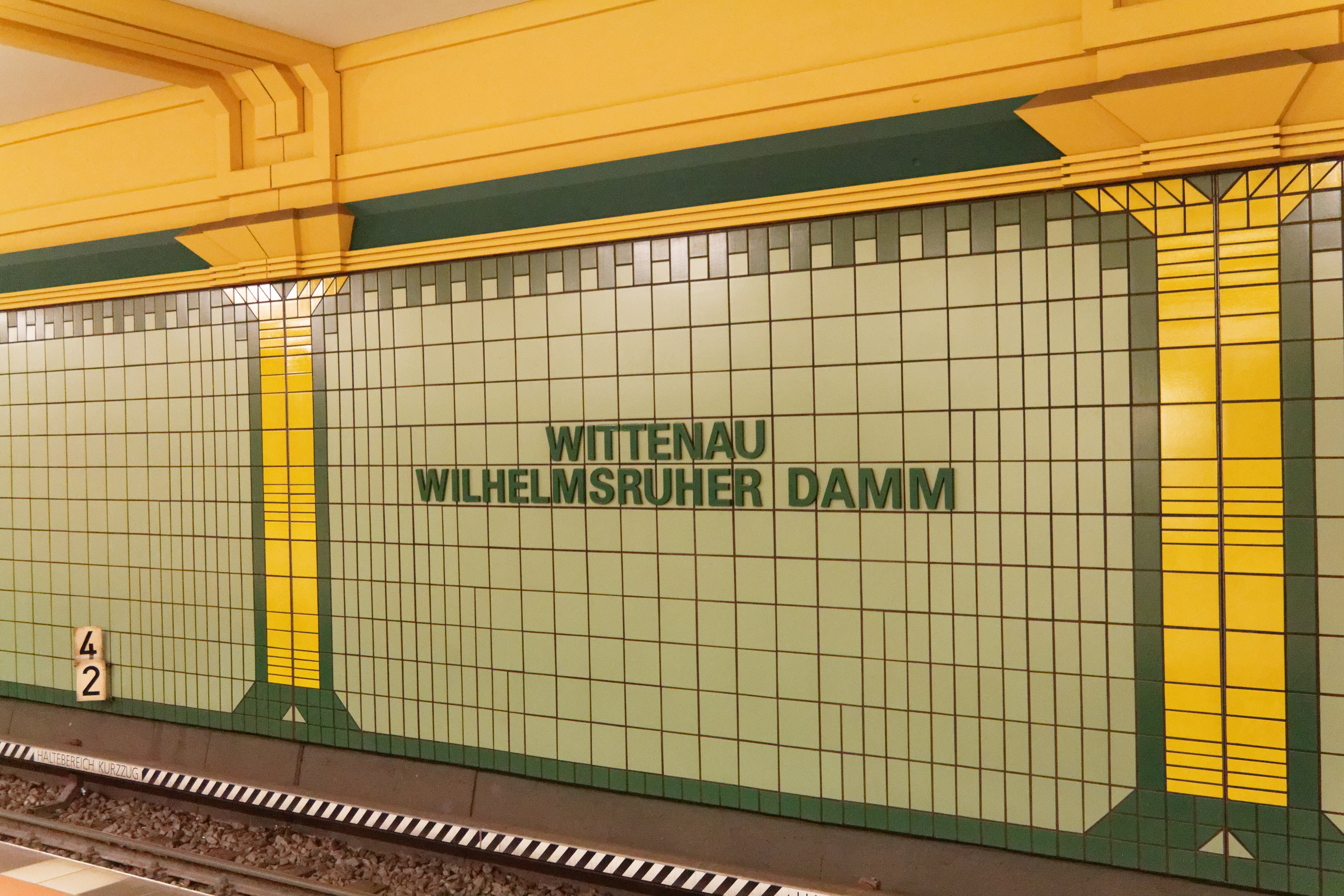
U-Bahnhof Wittenau

Bereits seit dem Bau des Märkischen Viertels in den 1960er Jahren war eine Anbindung an die U-Bahn geplant. Mitte der 1980er Jahre wurde eine Verlängerung der Linie U8 beschlossen. Diese sollte nun nach Wittenau schwenken und das Märkische Viertel von Westen her durchqueren. Aber erst am 24. September 1994 wurde der heutige Endbahnhof Wittenau der U8 beim S-Bahnhof Wittenau eröffnet und am 29. September dem Betrieb übergeben.
Der U-Bahnhof wurde vom Architekten Rainer G. Rümmler entworfen. Er erhielt, ganz im Stil der anderen in den 1980er Jahren in Berlin gebauten U-Bahnhöfe, bunte Fliesen, hier hauptsächlich in den Farben Grün und Gelb. Die Muster an den Pfeilern erinnern an Bäume, die die Decke stützen. Der Bahnhof liegt unter dem Wilhelmsruher Damm und erhielt einen Übergang zur S-Bahn.
Eine Verlängerung der U8 Richtung Osten in das Märkische Viertel hinein ist geplant, wegen der angespannten Haushaltslage des Landes Berlin ist sie aber bis auf weiteres unwahrscheinlich.

## Geplanter Regionalbahnhof
In der mittelfristigen Planung des Berliner Senats (bis 2025) soll die Station um einen Regionalbahnhof erweitert werden. Die Deutsche Bahn prüfte 2012 den dafür notwendigen Wiederaufbau der Fernbahngleise der Berliner Nordbahn zwischen Gesundbrunnen und Birkenwerder.

## Anbindung
Der Bahnhof wird von den Linien S1 und S85 der S-Bahn sowie der Linie U8 der U-Bahn bedient. Die meisten der Omnibuslinien M21, X21, X33, 120, 122, 124, 220 und 221 sowie der Nachtbuslinien N8, N20 und N24, zu denen Umsteigemöglichkeiten bestehen, bieten einen Anschluss ins Märkische Viertel.
| Linie | Verlauf |
| ----- | --- |
|       | Oranienburg – Lehnitz – Borgsdorf – Birkenwerder – Hohen Neuendorf – Frohnau – Hermsdorf – Waidmannslust – Wittenau (Wilhelmsruher Damm) – Wilhelmsruh – Schönholz – Wollankstraße – Bornholmer Straße – Gesundbrunnen – Humboldthain – Nordbahnhof – Oranienburger Straße – Friedrichstraße – Brandenburger Tor – Potsdamer Platz – Anhalter Bahnhof – Yorckstraße (Großgörschenstraße) – Julius-Leber-Brücke – Schöneberg – Friedenau – Feuerbachstraße – Rathaus Steglitz – Botanischer Garten – Lichterfelde West – Sundgauer Straße – Zehlendorf – Mexikoplatz – Schlachtensee – Nikolassee – Wannsee |
|       | Frohnau – Hermsdorf – Waidmannslust – Wittenau (Wilhelmsruher Damm) – Wilhelmsruh – Schönholz – Wollankstraße – Bornholmer Straße – Schönhauser Allee – Prenzlauer Allee – Greifswalder Straße – Landsberger Allee – Storkower Straße – Frankfurter Allee – Ostkreuz – Treptower Park – Plänterwald – Baumschulenweg – Schöneweide (– Johannisthal – Adlershof – Grünau) |
|       | Wittenau (Wilhelmsruher Damm) – Rathaus Reinickendorf – Karl-Bonhoeffer-Nervenklinik – Lindauer Allee – Paracelsus-Bad – Residenzstraße – Franz-Neumann-Platz (Am Schäfersee) – Osloer Straße – Pankstraße – Gesundbrunnen – Voltastraße – Bernauer Straße – Rosenthaler Platz – Weinmeisterstraße – Alexanderplatz – Jannowitzbrücke – Heinrich-Heine-Straße – Moritzplatz – Kottbusser Tor – Schönleinstraße – Hermannplatz – Boddinstraße – Leinestraße – Hermannstraße |